# Alsodes barrioi
Alsodes barrioi е вид земноводно от семейство Cycloramphidae. Видът е световно застрашен, със статут Уязвим.

## Разпространение
Разпространен е в Чили.

## Описание
Популацията им е стабилна.